# Cantonul Grandvillars
Cantonul Grandvillars este un canton din arondismentul Belfort, departamentul Territoire de Belfort (90), regiunea Franche-Comté, Franța.

## Comune
- Boron
- Bourogne
- Brebotte
- Bretagne
- Chavanatte
- Chavannes-les-Grands
- Froidefontaine
- Grandvillars (reședință)
- Grosne
- Méziré
- Morvillars
- Recouvrance
- Suarce
- Vellescot